# 利亞諾斯德查列國家公園
利亞諾斯德查列國家公園是智利的國家公園，位於該國中北部，由阿塔卡馬大區負責管轄，成立於1994年7月29日，面積457平方公里，最高點海拔高度950米。

## 外部連結
- （西班牙文） Parque Nacional Llanos de Challe